# 方広寺 (天台県)
方広寺（ほうこうじ）は、中華人民共和国浙江省台州市天台県にある仏教寺院。

## 歴史
方広寺は、東晋の興寧年間、曇猷尊者により創建された。
唐代、「方広聖寿寺」と改称。五代十国時代、五百羅漢殿が修築されている。『華厳経感應略記』に「就嘉全億長史画半千羅漢形象。毎一迎請、必于石橋宿夜焚香、具鑼鈸幢蓋、引道入于殿、香風送幢之勢、前靡而入、入門即止、其方広寺梵唄方作、先有金色鳥、飛翔後林樹石畔。呉越国王銭弘俶頻年布施供養、造五百銅羅漢」と記されている。
北宋初、「方広崇禅寺」の名を賜った。徽宗の建中靖国元年（1101年）の乱の火難で、寺は全焼した。紹熙4年（1193年）には寺院を重修した。
明代の万暦32年（1604年）、居士葛一鵬は寺院を再建した。崇禎16年（1634年）、王夫之兄弟と夏汝弼が資金を募り全面重建し、崇禎18年（1636年）に落成した。
清代の道光年間、曽国荃が先頭に立って出資し、寺院を再建。
1980年より後、地元政府は寺院を修復する。1983年、中華人民共和国国務院は漢族地区仏教全国重点寺院に認定した。1989年10月14日、仏像開眼式が行われた。

## 伽藍
山門、大雄宝殿（本堂）、五百羅漢殿、会仏堂、地蔵殿、佇真堂、左右廂房

## 重要文化財
- 徽宗の「天下名山」の額
- 書画家米芾の「第一奇観」の石刻
- 石綸の「大観」の正書石刻
- 王榭の「星橋勝概」の行書石刻
- 曹掄選の「万山関鍵」の隷書石刻
- 康有為の「石染飛瀑」の正書石刻

## 主な住僧
- 曇猷尊者
- 興慈法師
- 通和法師
- 定栄

## 文学
清代の文人汪隆の詩に曰く：
| 「 | 霊斧誰将石壁開、瑶虹垂外訝奔雷。 明珠万斛従天落、素練千尋動地来。 | 」 |